# Tengius
Tengius is een kevergeslacht uit de familie van de boktorren (Cerambycidae). De wetenschappelijke naam van het geslacht werd voor het eerst geldig gepubliceerd in 1938 door Matsushita.

## Soorten
Tengius omvat de volgende soorten:
- Tengius kurosawai Makihara, 1986
- Tengius okuboi Matsushita, 1938